# 심수 (조선)
심수(沈鏽, 1707년 ~ 1776년)는 조선 후기의 문신이다. 자는 영중(瑩仲), 본관은 청송(靑松)이다.

## 가계
- 9대조 : 심연원 - 영의정 · 청천부원군
- 8대조 : 심강 - 명종의 국구 영돈녕부사 · 청릉부원군 · 증 영의정
- 7대조 : 심의겸 - 서인의 초대 영수, 병조판서
- 6대조 : 심엄 - 옥과현감 · 증 영의정 · 청송부원군
- 5대조 : 심광세 - 홍문관 응교 · 증 이조참판
- 고조부 : 심은 - 증 이조참판
- 증조부 : 심약명 - 함창현감 · 증 이조판서
- 조부 : 심속 - 증 영의정
- 아버지 : 심계현 - 담양부사 · 증 좌찬성
- 어머니 : 증 정경부인 전주 이씨
  - 형 : 심탁 - 광주목사 · 증 이조참판
    - 조카 : 심이지(沈履之) - 이조참판
    - 조카며느리 : 정부인 함종 어씨 - 경종의 국구 영돈녕부사 · 함원부원군 · 증 영의정 어유구의 딸
      - 종손자 : 심능필 - 정주목사
      - 종손자며느리 : 풍산 홍씨 - 좌의정 홍인한의 딸
      - 종손자 : 심능철
      - 종손자며느리 : 평산 신씨 - 영의정 신만의 딸

  - 본인 : 심수 - 정1품 하계 보국숭록대부 이조판서
  - 부인 : 정경부인 은진 송씨 - 부사 송상유의 딸, 판서 송규렴의 손녀
    - 아들 : 심이지(沈頤之) - 호조판서 · 판중추부사 · 증 우의정
    - 며느리 : 정경부인 청주 한씨 - 영의정 한익모의 딸
      - 손자 : 심능정 - 함양군수
      - 손자 : 심능용
      - 손자 : 심능인
      - 손자며느리 : 신 안동 김씨 - 좌의정 김이소의 딸

    - 아들 : 심양지
    - 며느리 : 진주 강씨
    - 아들 : 심회지
    - 며느리 : 연일 정씨
    - 아들 : 심눌지
    - 며느리 : 경주 김씨
    - 아들 : 심은지
    - 며느리 : 연안 이씨 - 대사간 이석보의 딸
    - 아들 : 심밀지
    - 며느리 : 고성 이씨 - 승지 이일회의 딸
    - 딸 : 청송 심씨
    - 사위 : 경주 김씨 김원주 - 판서 김한철의 아들
    - 딸 : 청송 심씨
    - 사위 : 기계 유씨 유경중
    - 딸 : 정부인 청송 심씨
    - 사위 : 연안 이씨 이문원(李文源, 이조판서) - 영의정 이천보의 아들
    - 딸 : 청송 심씨
    - 사위 : 전주 이씨 이덕현
- 숙부 : 심택현 - 이조판서 · 좌참찬 · 판돈녕부사
  - 사촌 : 심규 - 해주목사 · 증 좌찬성
  - 사촌부인 : 증 정경부인 경주 김씨 - 영의정 김흥경의 딸
    - 당질 : 심관지 - 병조참판
    - 당질며느리 : 안동 권씨 - 이조판서 권혁의 딸
    - 당질 : 심정지(삭녕군수 · 증 영의정) - 영조의 부마 청성위 심능건(靑城尉 沈能建)의 아버지
    - 당질 : 심항지 - 대전시장, 충청남도지사, 행정조정실장, 청와대 행정수석, 국회의원, 국민중심당 대표, 자유선진당 대표, 지방자치발전위원장 심대평(沈大平)의 7대조
    - 당질 : 청송 심씨
    - 당질사위 : 풍산 홍씨 홍낙성(洪樂性) - 영의정
    - 당질 : 청송 심씨
    - 당질사위 : 함종 어씨 어석정(魚錫定) - 조선 제20대 경종의 국구 함원부원군(咸原府院君) 영돈녕부사 증 영의정 어유구(魚有龜)의 장남, 경종의 두 번째 왕후 선의왕후의 남동생

  - 사촌 : 심구 - 영천군수 · 증 이조판서
  - 사촌부인 : 증 정부인 평산 신씨 - 신종화의 딸, 이조판서 신정의 손녀
    - 당질 : 심건지(호조정랑 · 증 좌찬성) - 순조의 국구 영돈녕부사 · 영안부원군 김조순(永安府院君 金祖淳)의 장인
    - 당질 : 심풍지(예조판서 · 증 좌찬성) - 대한제국 공작 청녕공(靑寧公) · 대훈위(大勳位) · 영의정 · 총리대신 · 의정대신 심순택(沈舜澤)의 증조부
    - 당질며느리 : 증 정경부인 기계 유씨 - 첨정 유언수(兪彦銖)의 딸, 영의정 유척기(兪拓基)의 손녀

  - 사촌 : 정부인 청송 심씨
  - 사촌남편 : 기계 유씨 유언현(참판) - 영의정 유척기의 아들
- 숙부 : 심최현
- 숙부 : 심몽현
- 숙부 : 심득현 - 청풍부사
  - 사촌 : 심둔
    - 당질 : 심뇌지 - 이조판서 · 내부대신 · 참정대신 심상훈(沈相薰)의 고조부

  - 사촌 : 정부인 청송 심씨
  - 사촌남편 : 연안 이씨 이명식 - 이조판서
- 숙부 : 심태현 - 홍문관 교리 · 증 좌찬성
  - 사촌 : 심진 - 증 영의정
    - 당질 : 심환지 - 영의정, 노론 벽파의 영수

## 생애
1745년(영조 21년) 정시 문과에 병과로 급제하여, 사헌부 지평, 1750년 세자시강원 사서, 사간원 정언, 1752년 세자시강원 문학, 1754년 홍문관 교리, 사간원 헌납, 1755년 승지, 1757년 강원도 관찰사, 1759년 대사간을 거쳐, 1760년 도승지에 특별히 제수되었다. 1762년 대사헌, 1763년 한성부 좌윤, 1764년 도승지, 동지경연관사, 예조참판을 거쳐, 형조판서에 특별히 제수되었다. 1765년 이조판서에 특별히 제수되었다. 이후, 병조판서 겸 지경연관사, 예조판서, 호조판서, 1766년 한성부판윤, 형조판서, 1767년 예조판서, 1768년 함경도 관찰사, 대사헌, 1769년 한성부판윤, 우참찬, 1770년 형조판서, 1771년 한성부판윤, 대사헌, 형조판서, 경기도 관찰사를 지내고, 1776년 기로소에 들어갔다.

## 같이 보기
| - 심연원 - 심강 - 심의겸 - 심이지 - 한익모 - 이천보 - 어유구 - 홍인한 - 신만 - 김이소 - 심택현 | - 김흥경 - 유척기 - 어유구 - 심능건 - 홍낙성 - 심풍지 - 심환지 - 김조순 - 심순택 - 심상훈 - 심대평 |

## 참조
《영조실록》
1. ↑  영조실록 96권, 영조 36년 12월 10일 경진 3번째기사
2. ↑  영조실록 104권, 영조 40년 11월 30일 정축 2번째기사
3. ↑  영조실록 105권, 영조 41년 1월 4일 경술 3번째기사